# Leonid Sabaniejew
Leonid Leonidowicz Sabaniejew (ros. Леони́д Леони́дович Сабане́ев, ur. 19 września?/1 października 1881 w Moskwie, zm. 3 maja 1968 w Antibes)   – rosyjski kompozytor, krytyk i pisarz muzyczny. 

## Życiorys
Od 1888 uczył się gry na fortepianie u Nikołaja Zwieriewa, od 1889 u Nikołaja Ładuchina. W latach 1890–1899 studiował w Konserwatorium Moskiewskim pod kierunkiem Pawła Schlözera (fortepian) oraz Siergiej Taniejewa (kompozycję). Studiował także matematykę i fizykę na Uniwersytecie Moskiewskim  .
Działał jako krytyk muzyczny m.in. w redakcji muzycznej „Prawdy” i „Izwiestii”. W latach 1921–1923 założył i prowadził w Moskwie  Państwowy Instytut Nauki o Muzyce. W 1926 wyjechał za granicę i osiadł na stałe we Francji  .